# 꿈이 피는 봄/You and Music and Dream
〈꿈이 피는 봄/You and Music and Dream〉(일본어: 夢が咲く春／You and Music and Dream 유메가사쿠하루/유 앤드 뮤직 앤드 드림[*])은 일본의 가수, 쿠라키 마이의 28번째 싱글 앨범이다.

## 해설
2008년 3월 19일 발매한 28번째 싱글이다. 전작 〈Silent love (open my heart)/BE WITH Ü〉에 이어서 양A면 싱글이다.
초회반에는 에코백이 봉입(내추럴, 핑크, 그린 중 하나)되어있다. 또, 〈You and Music and Dream〉의 피아노 인스트루멘털 버전을 another ver.로 수록. TV에서 온에어된 CM에서는, 처음, 2번째 곡인 〈You and Music and Dream〉가 흐르고 있었다.
이번에는 쿠라키 마이의 싱글로는 처음으로 초회반과 통상반에서 자켓이 다르다.

## 수록곡
1. 꿈이 피는 봄(夢が咲く春) [3:54]
  - 작사: 쿠라키 마이, 작곡 · 편곡: 토쿠나가 아키히토

닛폰 TV 《THE 4400 SEASON1 미지로부터의 생환자》 테마송
2. You and Music and Dream [4:03]
  - 작사: 쿠라키 마이, 작곡: 오노 아이카, 편곡: Cybersound

TBS계열 《지구창세 미스터리 머더 플래닛 기적의 섬 갈라파고스 “생명”의 유산》 이미지 송
3. You and Music and Dream (another ver) [2:49]
  - 작사: 쿠라키 마이, 작곡 · 편곡: 토쿠나가 아키히토

초회반에만 수록
4. 꿈이 피는 봄 (instrumental)
5. You and Music and Dream (instrumental)

## 수록 음반
꿈이 피는 봄
- touch Me!

You and Music and Dream
- touch Me!